# Urs Hany

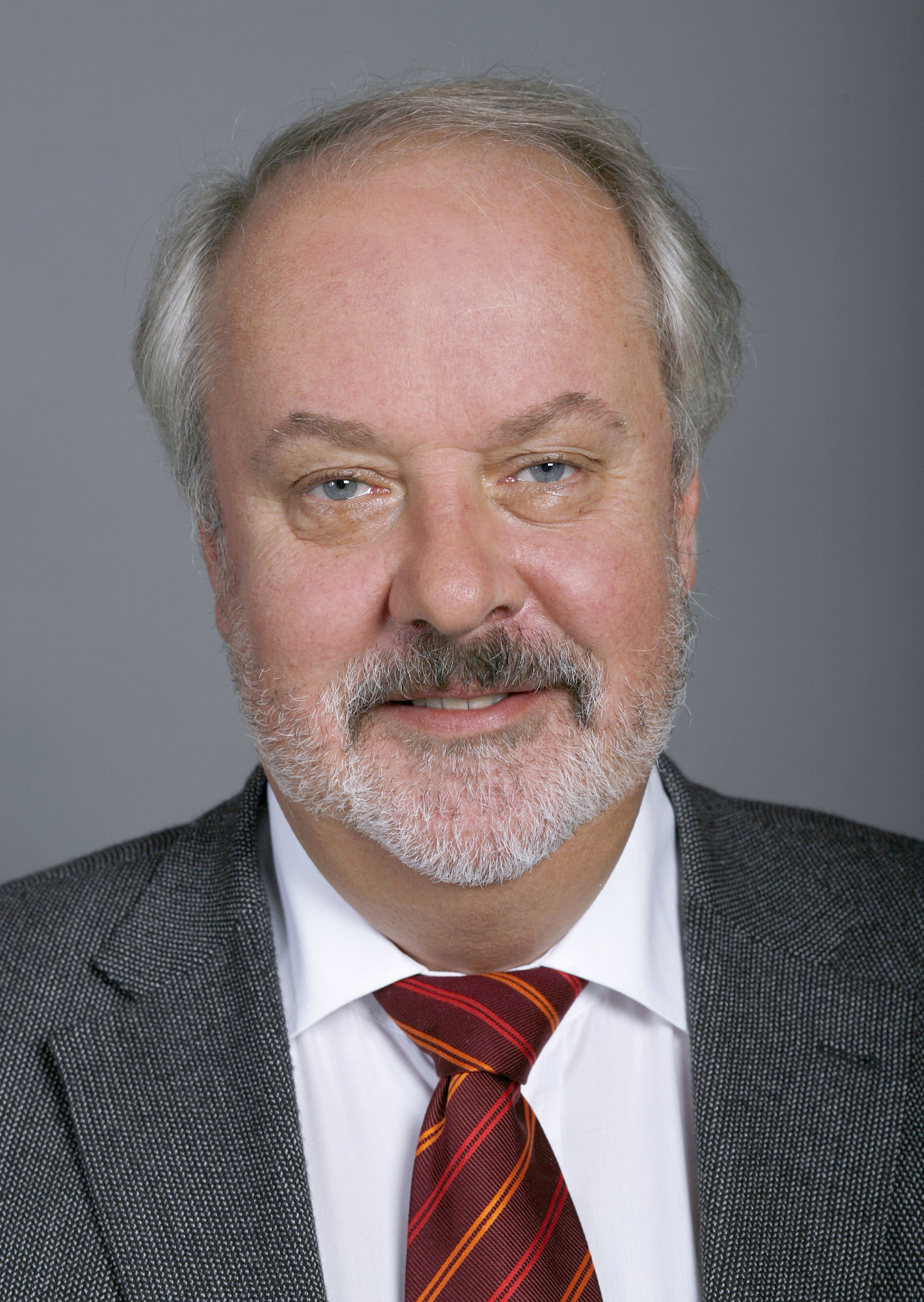
Urs Hany (2007)

Urs Hany (* 1. Oktober 1955 in Zürich) ist ein Schweizer Politiker (CVP) und seit 2013 Richter am Zürcher Baurekursgericht.

## Biografie
Hany war von 1982 bis 1991 Präsident der CVP Niederhasli, anschliessend bis 2000 Präsident der CVP Bezirk Dielsdorf und schliesslich Präsident der CVP Kanton Zürich (2000–2004).
Von März 1990 bis März 2002 war Hany Gemeinderat von Niederhasli. Vom März 2002 bis zum August 2006 gehörte er dem Zürcher Kantonsrat an. Vom 18. Dezember 2006 bis 2011 war Hany im Nationalrat. Dort hatte er von 2006 bis 2007 in der Geschäftsprüfungskommission (GPK) und von 2007 bis 2011 in der Kommission für Verkehr und Fernmeldewesen (KVF) Einsitz. Zudem war er von 2007 bis 2011 Mitglied der Gerichtskommission der Vereinigten Bundesversammlung (GK). Bei den Wahlen vom 23. Oktober 2011 wurde er nicht wiedergewählt. Im Februar 2013 wurde Hany zum neuen Mitglied des Zürcher Baurekursgerichts gewählt. Hany ist ausserdem Jurymitglied beim Watt d’Or.
Der Bauunternehmer ist verheiratet, hat zwei Kinder und wohnt in Niederhasli.